# Întâlnire cu spartanii
Întâlnire cu spartanii (în engleză Meet the Spartans) este un film de parodie din 2008 care a fost regizat de Jason Friedberg și Aaron Seltzer.
A avut un buget de 30 de milioane de dolari americani și încasări de 84,6 de milioane de dolari americani.

## Distribuție
- Sean Maguire - Regele Leonidas
  - Zachary Dylan Smith - Leonidas tânăr
- Kevin Sorbo - Căpitan
- Carmen Electra - Gorgo, Regină a Spartei
- Ken Davitian - Regele Xerxes
- Diedrich Bader - Councilman Traitoro
- Travis Van Winkle - Sonio
- Jareb Dauplaise - Dilio
- Nicole Parker - Paris Hilton, Britney Spears, Ellen DeGeneres, Paula Abdul
- Ike Barinholtz - Le Chiffre, Prophet, Dane Cook
- Hunter Clary - Leo Jr.
- Phil Morris - Messenger
- Method Man - Persian Emissary
- Ryan Fraley - Brad Pitt
- Tiffany Claus - Angelina Jolie
- Nick Steele - Kevin Federline
- Tony Yalda - Sanjaya Malakar
- Christopher Lett - Randy Jackson
- Jim Piddock - Loyalist, Simon Cowell
- Nate Haden - Ryan Seacrest
- Crista Flanagan - Oracle/Ugly Betty, Spartan Woman
- Robin Atkin Downes (nemenționat) - Narator
- Thomas McKenna - Tom Cruise
- Jesse Lewis IV - Ms. Jay Alexander
- Jenny Costa - Tyra Banks
- Belinda Waymouth - Twiggy
- Dean Cochran - Rocky Balboa, Rambo
- Emily Wilson - Lindsay Lohan
- John Di Domenico - Donald Trump
- Jim Nieb - George W. Bush
- Tiffany Haddish - Urban Girl

## Filme și emisiuni parodiate
- 300 (2006) (este principalul film care a fost parodiat)[15]
- Shrek the Third (2007)
- Casino Royale (2006)
- Happy Feet (2006)[15]
- American Idol (2002–prezent)[16]
- Ghost Rider (2007)[15]
- Stomp the Yard (2007)
- Spider-Man 3 (2007)
- Rocky Balboa (2006)
- Transformers (2007)
- Deal or No Deal[15]

## Persoane reale parodiate
- Angelina Jolie
- Brad Pitt
- Paris Hilton
- Britney Spears[12]
- Kevin Federline
- Ellen DeGeneres
- Lindsay Lohan[12]
- Donald Trump
- George W. Bush
- Tom Cruise